# Claude Neal
Pour les articles homonymes, voir Neal.
Claude Neal est un Afro-Américain qui, soupçonné du meurtre d'une jeune fille blanche de dix-neuf ans, Lola Cannidy, fut lynché dans la soirée du 26 au 27 octobre 1934 à Marianna, en Floride.

## Les faits
Lola Cannidy est retrouvée morte près de la ville de Greenwood, la tête écrasée par des coups de masse. Un suspect, Claude Neal, un Afro-Américain, fait des aveux en prison sans que pèsent contre lui de preuves indiscutables. Une dépêche de l'Associated Press annonce le lynchage dans tout le pays mais le shérif refuse l'intervention de la garde nationale pour protéger le suspect. 
Claude Neal est amené près de la ferme de la famille Cannidy et dans une ambiance de fête populaire, puis est livré aux lyncheurs. Dans un bois aux alentours, il est castré puis atrocement torturé au fers chauffés à blanc. Il meurt et on pend son corps à un arbre à trois heures du matin sur la pelouse du tribunal.
Le samedi 27 octobre, des centaines d'hommes font la chasse aux Noirs. Les autorités demandent l'intervention de la Garde nationale, qui arrive peu après. Début novembre, le jury du comté de Jackson fait savoir qu'il n'existe aucune preuve formelle de la culpabilité de Claude Neal.